# Ulrike Mundt

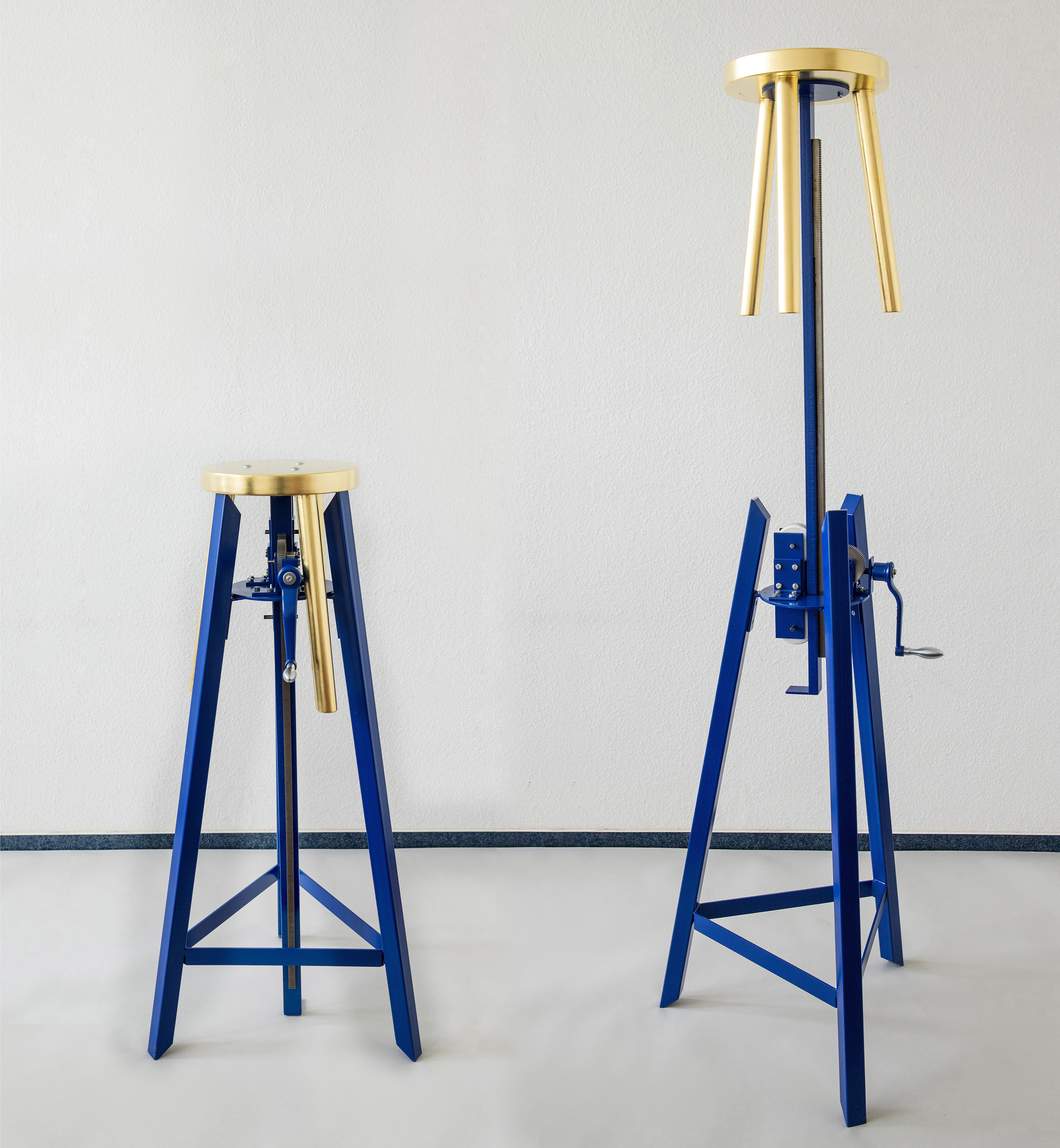
Ulrike Mundt, Wir Ego, kinetische Skulptur, 2015

Ulrike Mundt (* 1976 in Wismar) ist eine deutsche Bildhauerin. Schwerpunkt ihrer Arbeit ist die Erschaffung von Skulpturen, mechanischen Plastiken, kinetischen Objekten und Klangobjekten. Ulrike Mundt lebt in Dresden.

## Leben
Ulrike Mundt ist 1976 in Wismar geboren. Nach einem Studium am Caspar-David-Friedrich-Institut der Universität Greifswald, begann sie zwischen 2000 und 2002 an der Hogeschool voor de Kunsten Arnhem und an der Rijksakademie van Beeldende Kunsten in Amsterdam Freie Kunst zu studieren. Von 2003 bis 2005 verfolgte sie das Masterstudium der Bildhauerei an der Hochschule für Bildende Künste in Dresden und absolvierte anschließend das Meisterschülerstudium bei Monika Brandmeier. 2007 schloss sie auch dieses Studium ab. Außerdem kuratierte sie zwischen 2006 und 2009 im Modul-Kunstraum in Dresden (zusammen mit Daniel Rode) und von 2020 bis Februar 2022 das Ausstellungsprogramm der Artbox Dresden mit Heinz Schmöller. Von 2018 bis Ende 2019 war sie Mitglied der Dresdener produzenten | galerie. Seit 2007 ist Ulrike Mundt als freischaffende Künstlerin in Dresden tätig und beteiligt sich an zahlreichen nationalen und internationalen Ausstellungen, darunter in Italien, Belgien und der Tschechischen Republik.

## Kunst
Mundts Œuvre umfasst mechanische Plastiken und Skulpturen, Kinetics, Klangkunst, aber auch Reliefs und Wandobjekte.
Bei ihren Werken handelt es sich oft um interaktive Kunstobjekte, mit denen sich die Betrachter direkt auseinandersetzen können. Dadurch spielt Ulrike Mundts Kunst nicht nur mit der visuellen Wahrnehmung, sondern auch mit dem Hör- und Tastsinn des Publikums. Ihre Formensprache ist minimalistisch. Oft täuscht die äußerlich einfache Gestalt jedoch, denn das Innenleben vieler Objekte ist komplex.
Außerdem entwirft die Künstlerin Klangobjekte, die mit Lautsprechern und Mikrophonen ausgestattet sind und verschiedenste Geräusche erzeugen. Demgegenüber stehen Panflöten-ähnliche Wandobjekte, die im Gegensatz dazu, nicht ihren Zweck der Tonerzeugung erfüllen. Bei der Fertigung ihrer Objekte experimentiert die Künstlerin mit verschiedenen Materialien wie Stahl, Gummi, Holz, Ton, Fliesen, Zement etc.
Mundt untersucht, „wie weit sich ein Objekt vom Gegenstand entfernen kann, bevor es zum Un-Ding wird.“ Sie hinterfragt selbstironisch den Status des Künstlers, der in seinem Schaffen vollkommen frei ist. Darüber hinaus spielen ihre Arbeiten humorvoll und ironisch mit Symbolen der Macht und der Autorität.

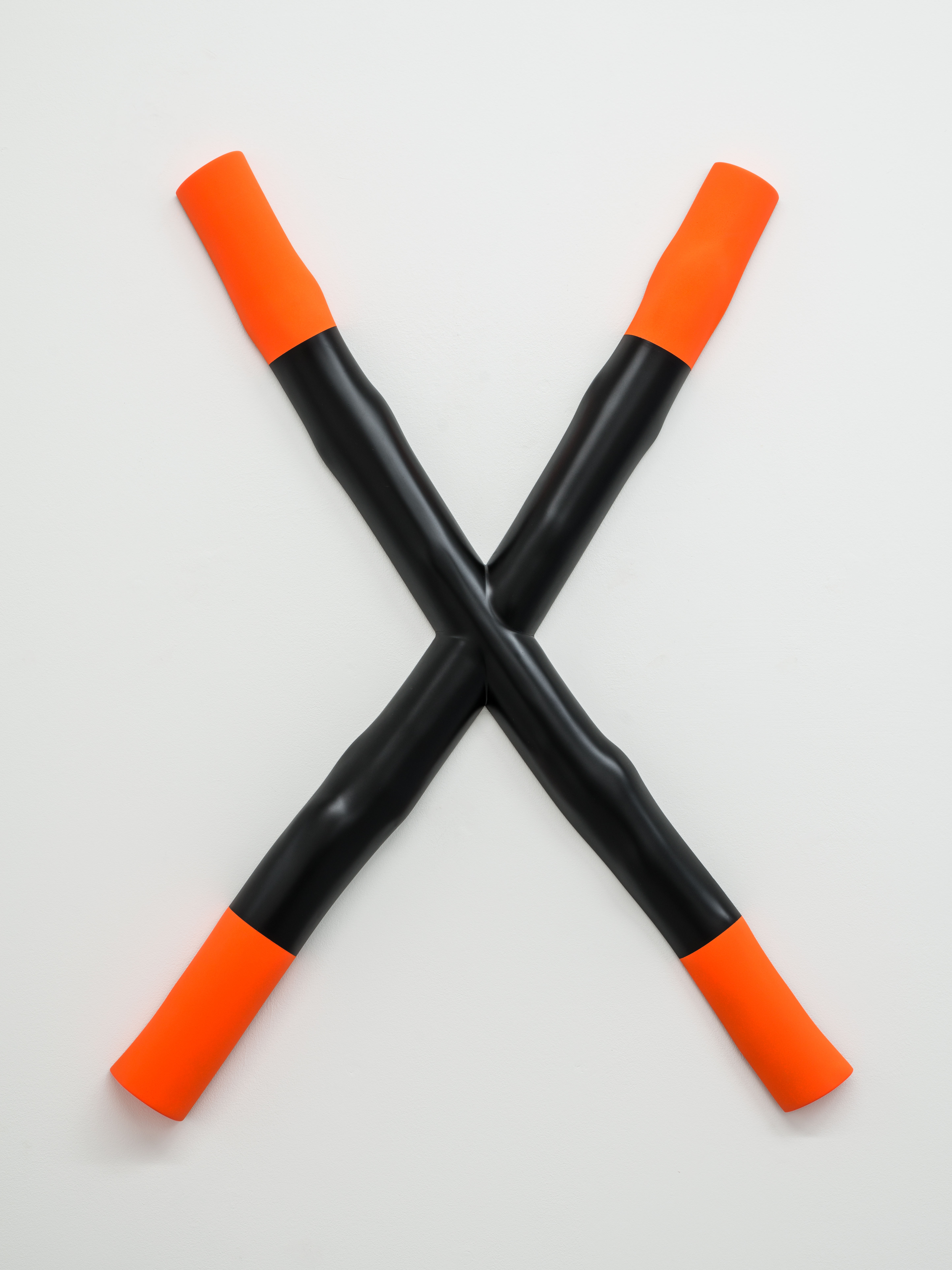
Ulrike Mundt, Kreuz, Wandobjekt, 2016
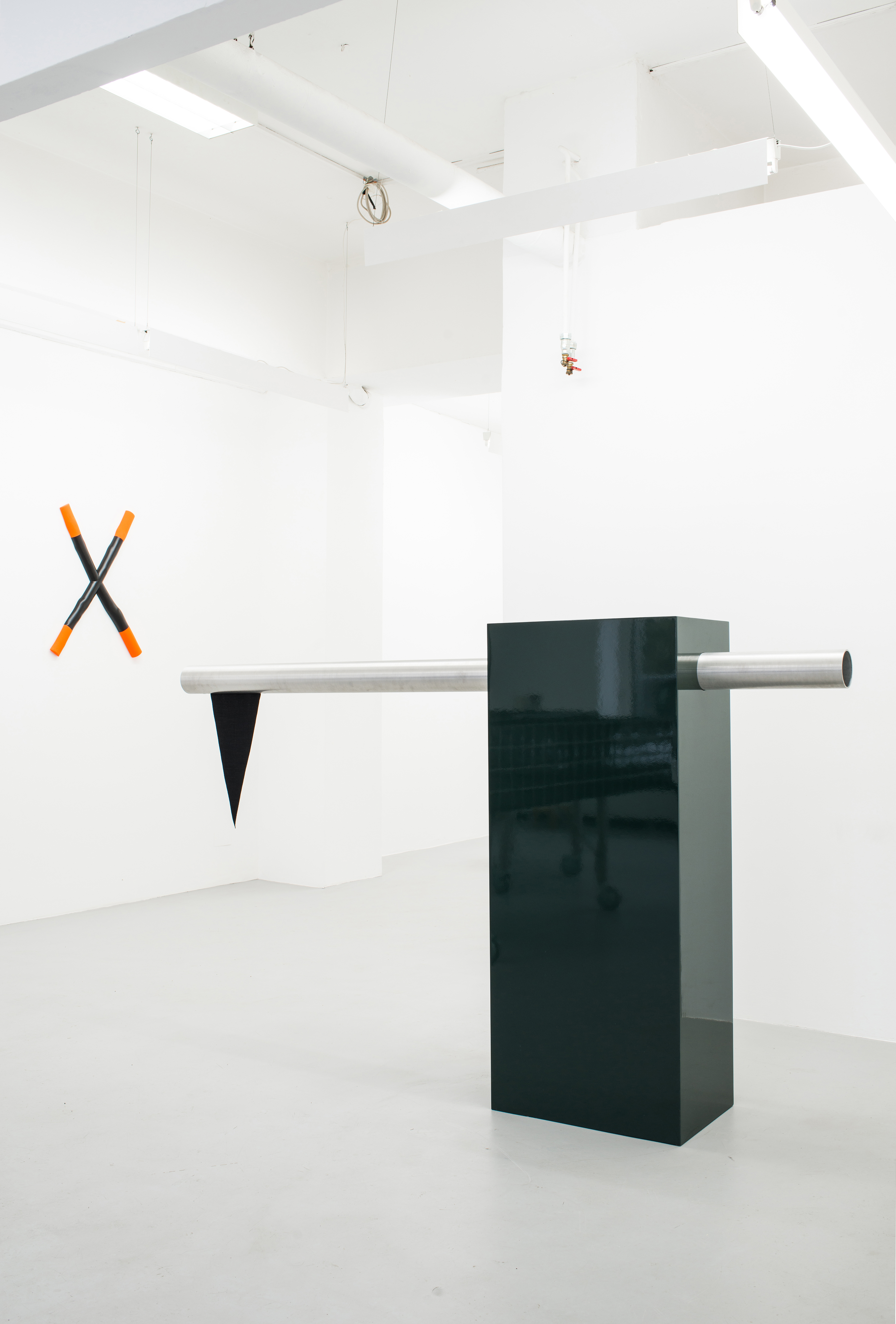
Ulrike Mundt, Fahnenskulptur II, Skulptur, 2010
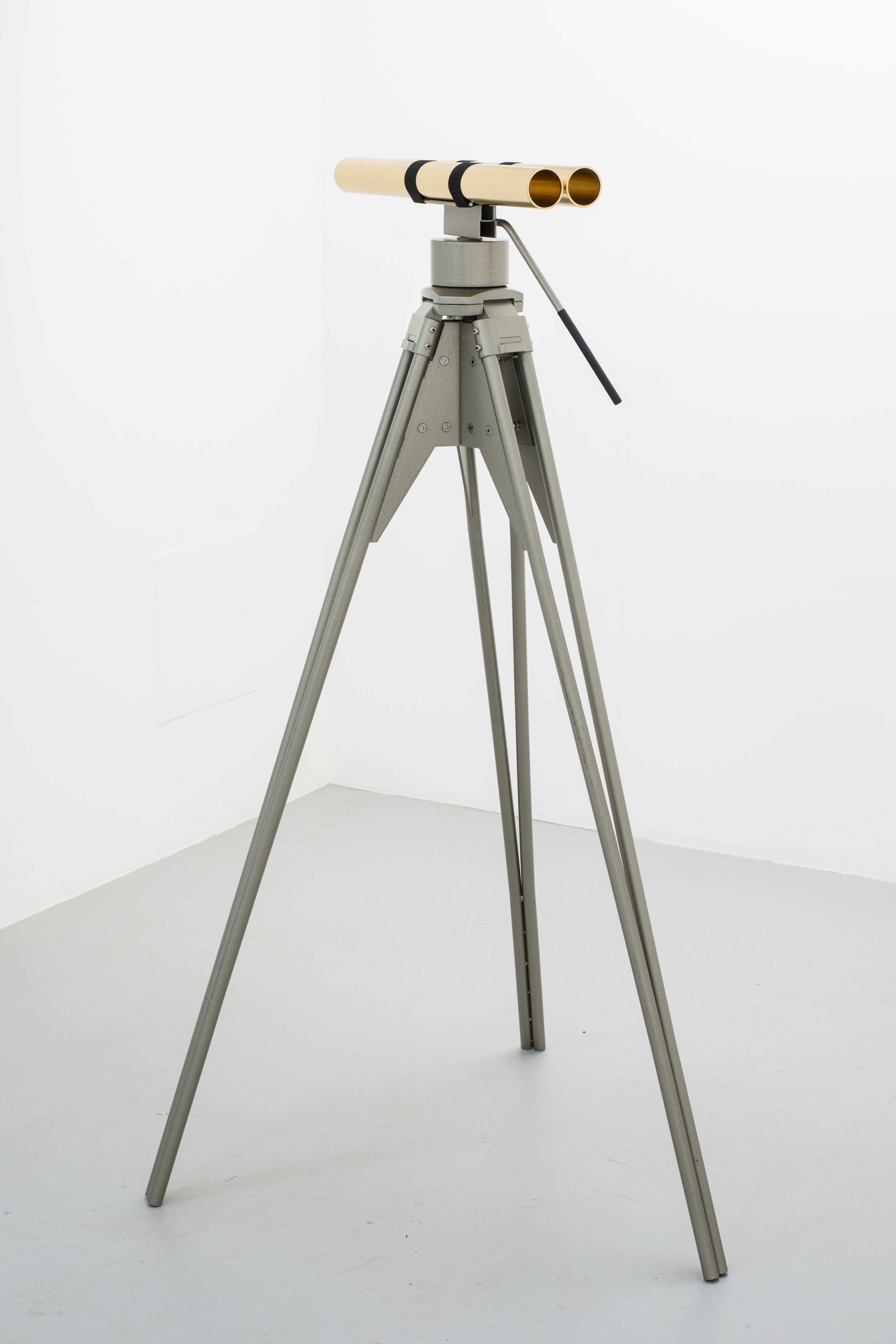
Ulrike Mundt, Seher, kinetische Skulptur, 2016
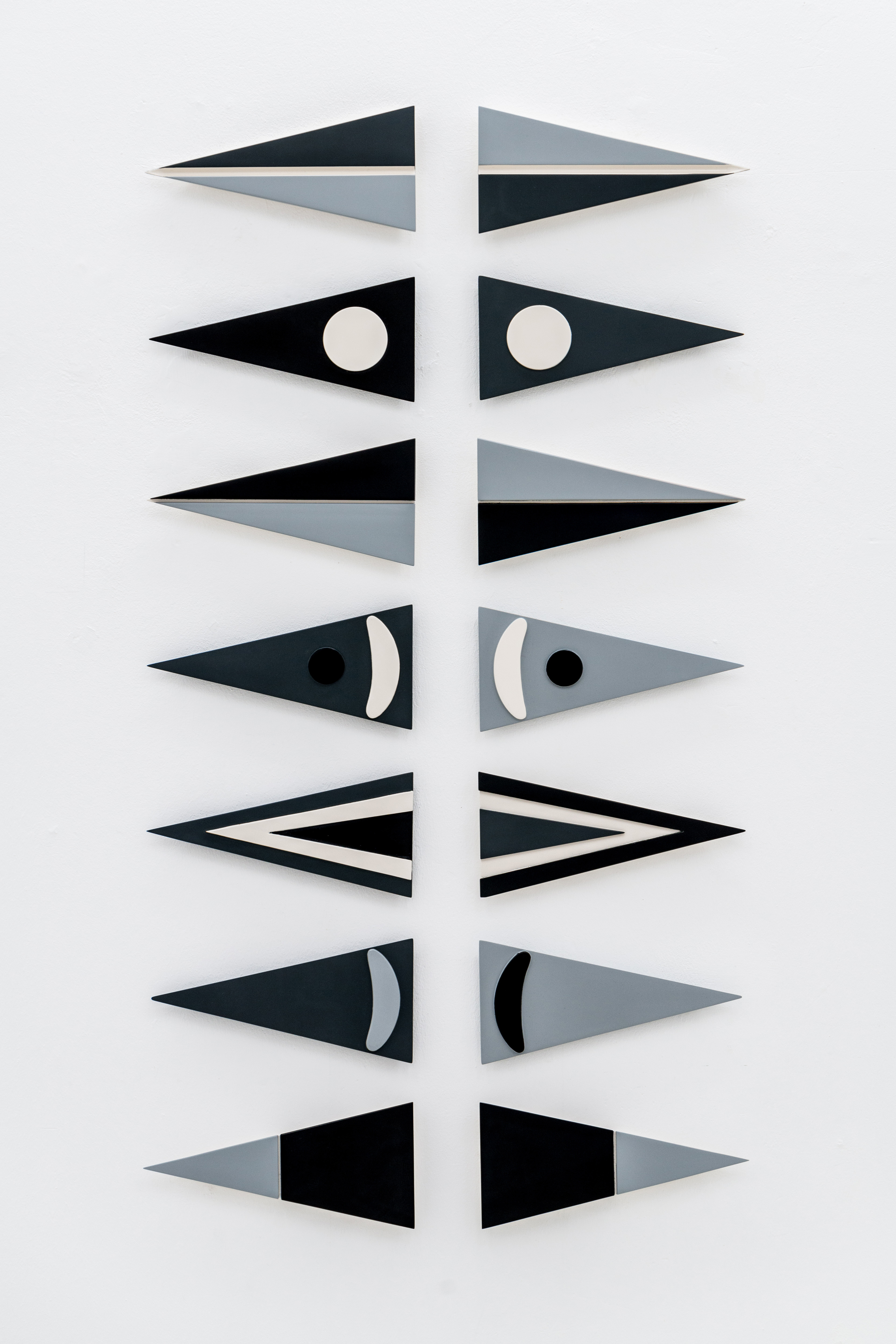
Ulrike Mundt, Kommandobaum, Relief, 2016
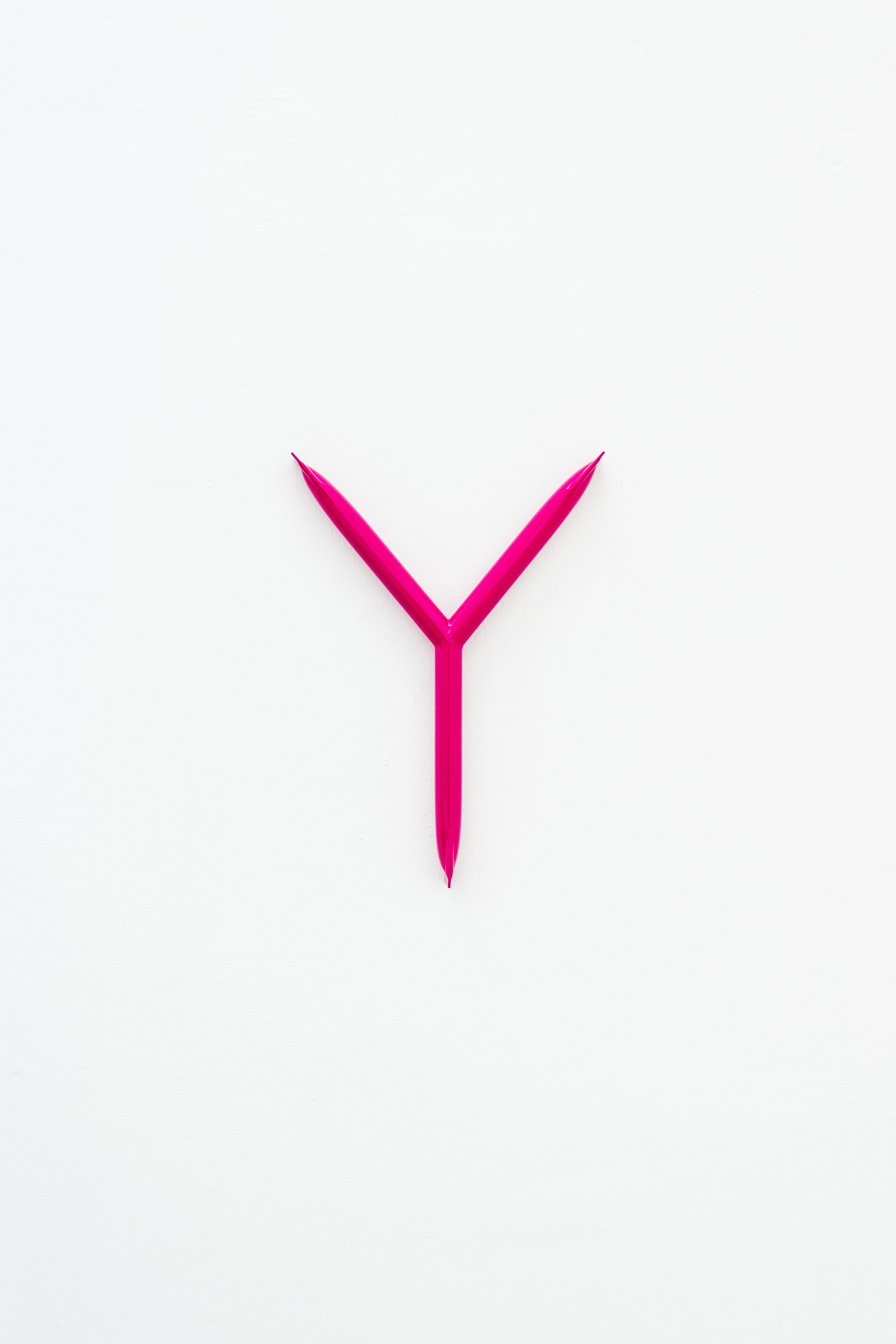
Ulrike Mundt,Ypsilon, Wandobjekt, 2017
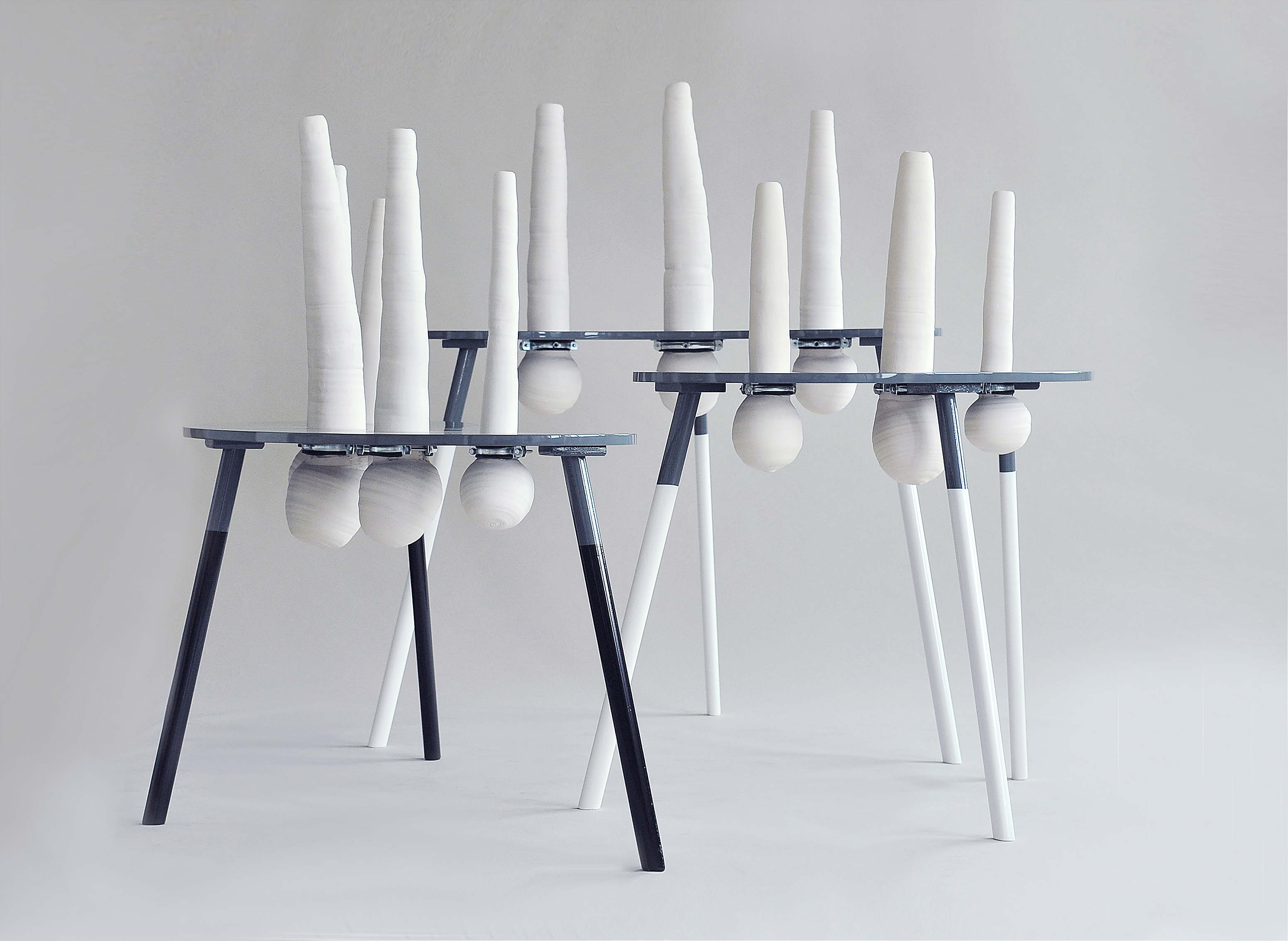
Ulrike Mundt, Irreversible Matters, Skulptur, 2017
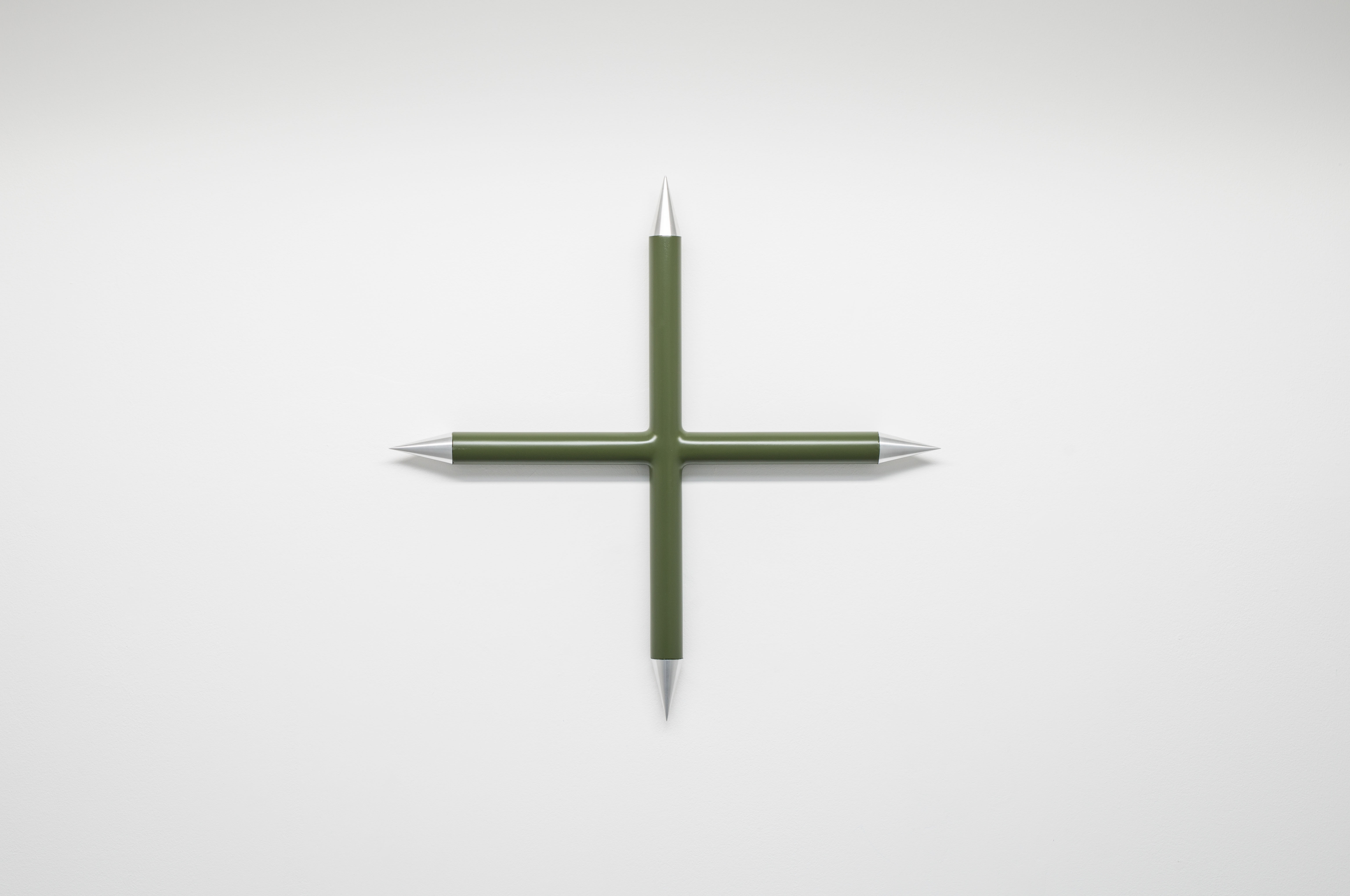
Ulrike Mundt, Keuz (mit Spitzen), Wandobjekt, 2016
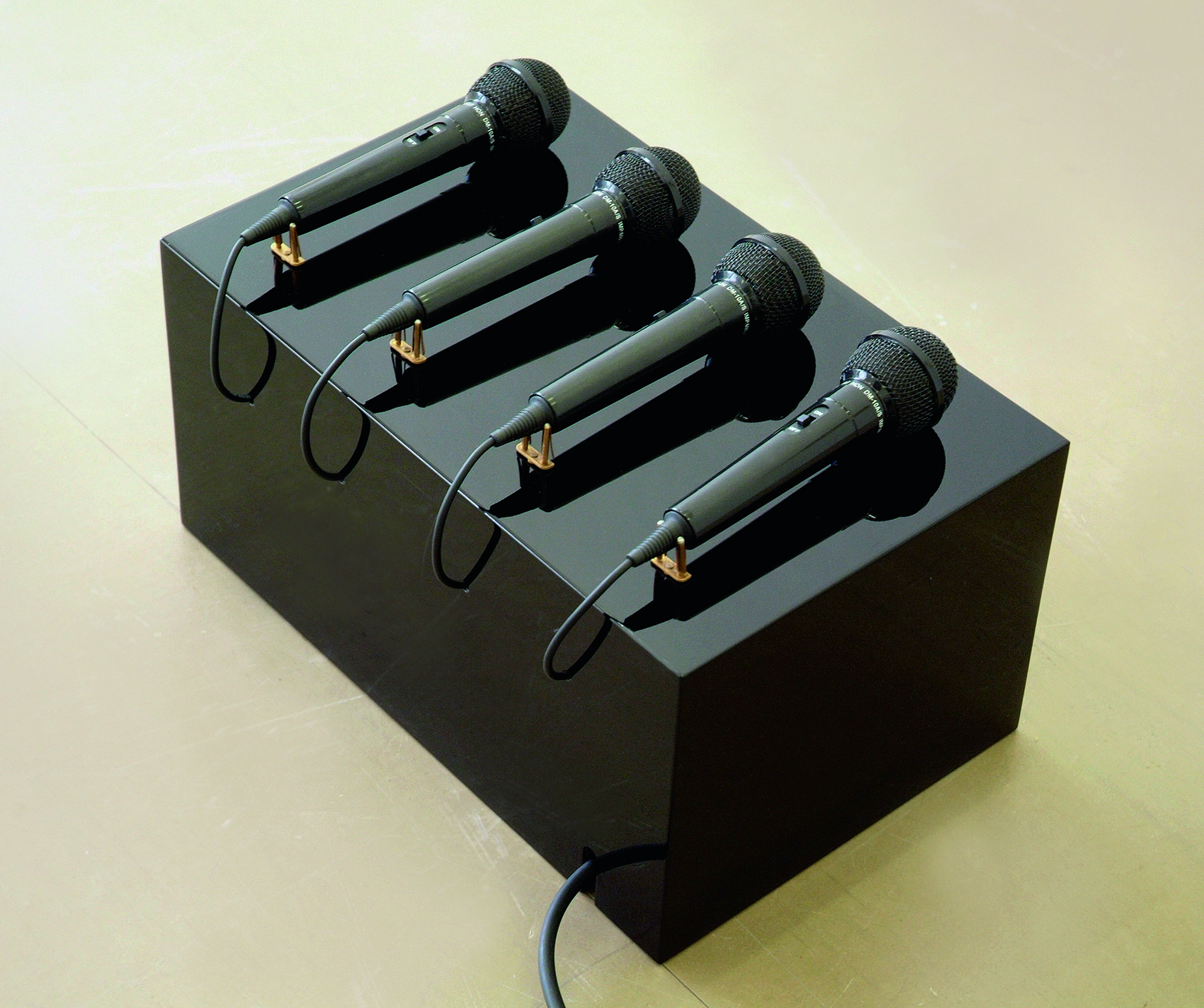
Ulrike Mundt, Karaoke Black Box, Soundskulptur, 2007
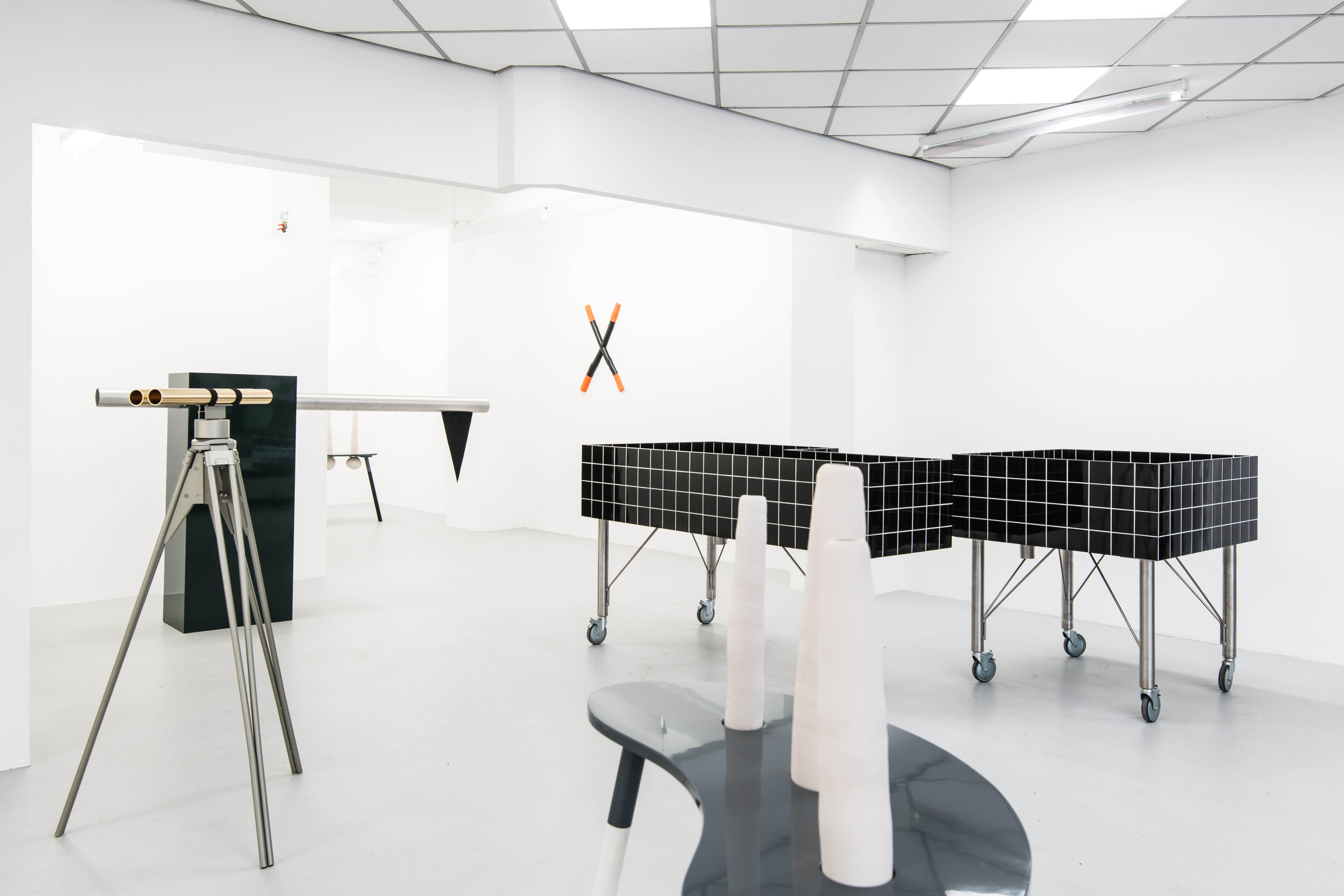
Ulrike Mundt, Ausstellungsansicht, Dresden, 2017

## Stipendien
- 2004: Reisestipendium Schloss Plüschow nach Finnland[6]
- 2006–2007: Meisterschülerstipendium der Heinrich-Böll-Stiftung
- 2007: Residenz Künstlerhaus Lukas, Ahrenshoop
- 2006–2008: Cross-over Stipendium für Meisterschüler der Dresdner Bank
- 2017: Residenz Schleswig-Holstein-Haus, Hansestadt Rostock
- 2018: Residenz Casa Degli Artisti, Bienno, Valcamonica, Italien
- 2023: Kunstfonds, Bonn, Katalogförderung
- 2024: Casa Degli Artisti, Xilo Project, Mailand, Italien

## Ausstellungen

### Einzelausstellungen
- 2025: ECHOKMMR, Kunstverein Bad Wonder
- 2024: SCULPO II, Peripherie Galerie, Sudhaus Tübingen
- 2024: Ulrike Mundt & Celina Vleugels, Shoobil Galerie, Antwerpen
- 2023: Plateau Utopia, Hammerschmidt + Gladigau, Erfurt
- 2023: flz SPACE #8 – Ulrike Mundt, flz SPACE, Rügen
- 2022: TOTALPOSITION, berlin weekly, Berlin
- 2021: POWWOW, Shoobil Galerie, Antwerpen
- 2021: STATUS, Artbox Dresden
- 2020: DAS GROSSE KLAPPERN, Galerie im Weltecho, Chemnitz
- 2019: PRIMA, Susanne Burmester Galerie, Rügen[7]
- 2019: RADICAL GESTURES, Shoobil Galerie, Antwerpen[8]
- 2019: SOLITÄR, produzenten | galerie, Dresden
- 2018: SCULPO, Galerie im Weltecho, Chemnitz
- 2017: DU NICHT, Galerie Ursula Walter, Dresden
- 2016: BEHIND THE SURFACE, Dads Galerie, Liberec
- 2016: DAS GROSSE KLAPPERN, Caspar-David-Friedrich-Zentrum, Greifswald
- 2015: BILDERHÖRER, Kunstverein Schwerin[9]
- 2015: CALYPSO, Susanne Burmester Galerie, Rügen
- 2014: KOORDINATE FIGUR: Ortenburg Bautzen
- 2013: THING-DING: Galerie Hellrot, Halle an der Saale
- 2012: ULRIKE MUNDT, Susanne Burmester Galerie, showroom Berlin
- 2011: LIMBUS, Galerie Junge Kunst, Kunstverein Trier
- 2010: YES NO, project space, Stadtgalerie Kiel
- 2009: KLICK, Galerie Elly Brose-Eiermann, Berlin
- 2008: OBJEKTE AND MASCHINEN, Coop Galerie, Rügen
- 2008: ÜBERWIEGEND RAUSCHEN, Ausstellung der Freunde des Förderkreises, Galerie der HfBK, Dresden
- 2007: DRESDNER SCHULE SKULPTUR, Förderverein für aktuelle Kunst, Münster

### Ausstellungsbeteiligungen
- 2025 NEVER GREY, 15. OSTRALE Biennale, Dresden
- 2025 ORTSGESPRÄCH, Zeitgenössische Kunst im Dialog mit Arbeiten aus der Schenkung Sammlung Hoffmann der Staatlichen Kunstsammlungen Dresden, Berggut Oschatz
- 2024: ECHTZEIT. Neue Werke für die Sammlungen der Stadt Dresden. Städtische Galerie Dresden
- 2024: DAYTRIPPER, Shoobil Galerie, Antwerpen
- 2024: QUARTETT, Galerie Circus Eins, Rügen
- 2024: Twenty years of ..., 20 Jahre Glue Berlin
- 2023: Stranger Things, Motorenhalle Dresden
- 2023 RIFRAZIONI, Spazio espositivo MIRAD'OR, Pisogne, ITA
- 2023 LEERE/FÜLLE, Galerie Circus Eins, Rügen
- 2023 ... let me be misunderstood, Kunsthaus Erfurt
- 2022 STUDIO III, Jürgen Eisenacher, Robert Kraiss, Ulrike Mundt, Galerie Circus Eins, Rügen
- 2022 WORIN UNSERE STÄRKE BESTEHT. 50 KÜNSTLERINNEN AUS DER DDR. Kunstraum Kreuzberg / Bethanien, Berlin
- 2022 FOCUS ON ABSTRACTION 2022, Pavillon Milchhof, Berlin
- 2021 PROTOTYPEN. MUSTER UND VISION, Städtische Galerie Dresden
- 2021 exhibibition for ONE, CAMUS: Museo Camuno Breno, ITA
- 2021 TRIAL & ERROR, Galerie CIRCUS EINS, RÜGEN
- 2021 DAS GRÜNE ZITAT, LICHT UND SCHATTEN, Schlosspark Kaarz
- 2020 EXISTENZ KAPITEL 2: SPUREN, Oktogon, Kunsthalle der HfBK Dresden[10]
- 2020 COLD TURKEY, GLUE Berlin
- 2020 MY MASK, Associazione P.I.R. – Centro 3T, Sellero (BS), ITA
- 2020 THE LION SLEEPS TONIGHT, Susanne Burmester Galerie, Rügen
- 2020: 30 Jahre Künstlerbund Dresden – 60 Perspektiven, Städtische Galerie Dresden[11]
- 2020: IN SITU, Casa Degli Artisti, Bienno (BS), ITA
- 2019: STIPENDIATENAUSSTELLUNG, Kunstverein zu Rostock
- 2019: AVE MAGAZINE #5, Kunstraum SUPER, Wien, AUT
- 2019: ANONYMOUS DRAWERS ARCHIVE, Kunsthaus Kannen, Münster
- 2018: ROMANTIC TROOPERS, LAGE EGAL, Raum für aktuelle Kunst, Berlin[12]
- 2018: FOUND A MENTALISM, St. James Cavalier Centre for Creativity, Valetta, MLT
- 2018: GEGEN DEN STRICH…, Neuer Kunstverein Aschaffenburg
- 2018: GIRAVOLTA / TURNAROUND, Casa Degli Artisti, Bienno, ITA
- 2018: NEUSTART, produzenten | galerie, Dresden
- 2017: COLD READING #2 – ZEICHNUNGEN, Susanne Burmester Galerie, Rügen
- 2017: NELLA CASA ROSSA – IM ROTEN HAUS, Museo d’Arte Contemporanea, Lissone, ITA
- 2017: 11. OSTRALE, Biennale für zeitgenössische Kunst, Dresden
- 2017: CIRCUS CIRCUS, Susanne Burmester Galerie, Rügen
- 2016: ANONYME ZEICHNER, Kunstverein Rüsselsheim
- 2015: DAS ANDERE AUGE, Oktogon, Kunsthalle der HfBK-Dresden
- 2015: ANONYME ZEICHNER, Kunstverein Tiergarten, Galerie Nord, Berlin; artspace artQ13, Roma, ITA; Galerie Geyso20, Braunschweig
- 2014: WIN/WIN: ANKÄUFE DER KdFS 2014, Halle 14, Leipziger Baumwollspinnerei
- 2014: BLICKWECHSEL AHRENSHOOP: GESTERN UND HEUTE, Kunstmuseum Ahrenshoop
- 2013: SHINING #2, E-Werk, Freiburg im Brsg.
- 2012: ARCHER, Galerie Wolkenbank, Rostock
- 2012: SHINING, Westwerk Leipzig
- 2011: SAULGRUB, Galerie Meetfactory, Prague, CZE
- 2011: SAULGRUB PART II, Karlin Studios, Prague, CZE
- 2011: THE DARKEST CORNERS OF THE WHITEST CUBE, Kunsthaus Dresden, city gallery of contemporary art
- 2010: EVERY DAY IS A JOURNEY, Künstlerhaus Schloss Plüschow
- 2010: BY GROUPING ITEMS INTO UNITS WE REMEMBER BETTER, gallery dieschönestadt, Halle
- 2009: SORRY, SICK AND SAD, The Coop gallery, Bergen auf Rügen
- 2009: EX, Modul Kunstraum, Dresden
- 2008: TABULA DOES THE HULA FROM HAWAII, Grassereins, München
- 2007: 15 MEISTERSCHÜLER, Oktogon, Dresden
- 2006: BRAND KLASSE MEIER, Künstlerhaus Dortmund
- 2006: ABOUT THE ABSENCE OF THE DETENTION CAMP, Kunsthaus Dresden, city gallery of contemporary art